# Revisionismus (Völkerrecht)
Revisionismus (von lateinisch revidere – erneut ansehen, überprüfen) bezeichnet im Völkerrecht und in der Politik das Bestreben, bestimmte, häufig in der Folge von Kriegen zu vertraglichem Recht gewordene Fakten rückgängig zu machen. Hauptsächlich sucht der Revisionismus, Grenzziehungen zu ändern und bestimmte, zum Territorium eines anderen Landes gehörende Gebiete als legitimen und ursprünglich eigenen Besitz darzustellen und deren (Rück-)Erwerb zu erreichen.

## Frankreich
Die Abtretung von Elsass-Lothringen 1870/71 an das Deutsche Reich, die wiederum die Ende des 17. Jahrhunderts erfolgte Annexion durch Frankreich rückgängig gemacht hatte, war Gegenstand des französischen Revisionismus und verstärkte die damalige deutsch-französische Erbfeindschaft. So wurde etwa die Statue der Stadt Straßburg auf der Place de la Concorde in Paris verhüllt, als Symbol des Bestrebens, den 1871 geschlossenen Friedensvertrag zu revidieren.

## Ungarn
Die mit dem Ausgang des Ersten Weltkrieges verbundenen Gebietsabtretungen an die Tschechoslowakei, Österreich, Königreich der Serben, Kroaten und Slowenen und Rumänien schürten in den Jahren nach dem Ersten Weltkrieg den ungarischen Revisionismus.

## Deutschland

### Weimarer Republik

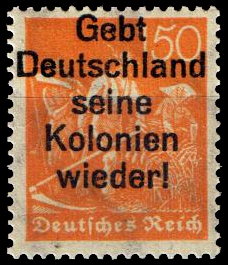
Die Rückgabe der deutschen Kolonien (Kolonialrevisionismus) war eine der Forderungen des Weimarer Revisionismus. Briefmarke von 1921

An der Aushandlung des Versailler Vertrags hatten die Vertreter des Deutschen Reiches nicht teilnehmen dürfen, seine Ratifizierung erfolgte am 22. Juni 1919 im Reichstag unter der ultimativen Drohung der alliierten Siegermächte des Ersten Weltkrieges, andernfalls einzumarschieren. Außerdem hatte England seine 1914 gegen Deutschland verhängte Hungerblockade auch nach Kriegsende nicht aufgehoben, um das Reich zur Unterzeichnung des Vertrages zu zwingen. Daher wurde der Vertrag von der deutschen Bevölkerung nahezu ausnahmslos als illegitimer Diktatfrieden angesehen. Das Ziel, ihn zu revidieren, wurde von allen im Parlament vertretenen Parteien der Weimarer Republik getragen. Jedem Schulkind wurde neben der Weimarer Verfassung eine entsprechend gestaltete Ausgabe des Versailler Vertrags übereignet. In der Öffentlichkeit wehrten sich allein kleine pazifistische Gruppen wie die Radikaldemokratische Partei und linke Zeitschriften mit geringer Auflage wie Die Weltbühne oder Das Andere Deutschland gegen den deutschen Vertragsrevisionismus.
Der Weimarer Revisionismus richtete sich insbesondere gegen die im Artikel 231 des Versailler Vertrags und in seiner Mantelnote vertraglich getroffene Feststellung, Deutschland sei verantwortlich für den Ausbruch des Ersten Weltkriegs. Die Reparationsverpflichtungen, die im Friedensvertrag mit ebendieser These begründet wurden, waren ebenso zentraler Gegenstand der Revisionsbestrebungen. Weil diese Verantwortung von der übergroßen Mehrheit der Bevölkerung abgelehnt wurde, erschienen auch die Reparationen als ungerecht. Zu diesem Eindruck trug auch die Kapitalsumme von 132 Milliarden Goldmark (ohne Zinsen) bei, die 1921 festgelegt wurde: Der letzte Reichshaushalt vor Beginn der kriegsbedingten Inflation hatte 1914 dagegen nur Einnahmen von 2,35 Milliarden Goldmark enthalten. Auch dass die Alliierten die Zahlung dieser als astronomisch empfundenen Summe wiederholt mit militärischen Maßnahmen zu erzwingen suchten (Londoner Ultimatum 1921, Ruhrbesetzung 1923), trug gleichfalls zur Delegitimierung der Reparationen bei. Zwar wurden die deutschen Zahlungsverpflichtungen im Dawes-Plan 1924 und im Young-Plan 1929/30 gesenkt, doch änderte das weder die öffentliche Meinung noch das Ziel aller Regierungen der Weimarer Republik, die als ungerecht empfundenen Reparationen noch weiter zu mindern oder ganz abzuschaffen. In der nationalistischen Propaganda wurden sie daher als Tribute bezeichnet und als Ursache aller nur denkbaren Wirtschaftsprobleme hingestellt: von der Inflation der Jahre bis 1923, über die harte Sparpolitik während der Währungsstabilisierung 1924, den Berliner Börsenkrach vom 13. Mai 1927 (Schwarzer Freitag) bis zur Massenarbeitslosigkeit in der Weltwirtschaftskrise. In Wahrheit waren die Reparationen mit diesen Problemen allenfalls nur leicht ursächlich verknüpft.
Die Neugestaltung der deutschen Ostgrenze, die durch den Polnischen Korridor ohne Volksabstimmung Ostpreußen vom Reich abschnitt und zur Exklave machte, war wahrscheinlich der Punkt, der die tiefsten Ressentiments auslöste und die deutsch-polnischen Beziehungen während der gesamten zwanziger Jahre vergiftete. Erst der Deutsch-polnische Nichtangriffspakt von 1934 entspannte vorübergehend das Verhältnis der beiden Länder.
Ein weiteres Argumentationsmuster der revisionistischen Agitation war, dass der Anschluss Österreichs, für den die Provisorische Nationalversammlung für Deutschösterreich sich mit übergroßer Mehrheit bereits im November 1918 ausgesprochen hatte, durch den Vertrag von Saint-Germain und den von Versailles unmöglich geworden war. Die Gegner der Weimarer Republik bezogen sich hier auf das Selbstbestimmungsrecht der Völker und die Ankündigungen des amerikanischen Präsidenten Woodrow Wilson in dieser Frage. Auch gegen den Verlust der deutschen Kolonien wurde agitiert. Andere Punkte des Versailler Vertrags wurden kaum zur revisionistischen Agitation genutzt. Das betraf vor allem die Änderungen der West- und der Nordgrenze und die Rüstungsbeschränkungen.
Der in der Gesellschaft weit verbreitete Revisionismus begünstigte die rechtsradikalen Parteien der Republik, insbesondere die NSDAP. Die Dolchstoßlegende wurde von Rechtsextremisten zur Agitation gegen die Weimarer Republik und das Ausland benutzt, wobei mit Verschwörungstheorien die demokratischen Parteien und vor allem die SPD für mitverantwortlich an der Niederlage im Weltkrieg und damit auch am Versailler Vertrag erklärt wurden. Insbesondere die NSDAP reicherte diese Verschwörungstheorien zusätzlich antisemitisch an und behauptete, der Versailler Vertrag sei das Werkzeug von Hochfinanz und Weltjudentum zur Ausbeutung deutscher Arbeiter. Zentrales Motto all dieser Gruppen war die kompromisslose Radikalforderung: „Weg mit Versailles!“. Die von der SPD und den gemäßigten bürgerlichen Parteien getragene Verständigungspolitik Gustav Stresemanns war dagegen auf Kompromisse in der Außenpolitik angelegt und wurde deshalb von den Rechtsradikalen als „Erfüllungspolitik“ und „Vaterlandsverrat“ denunziert.
Auch die Kommunisten agitierten für eine radikale Revision des Versailler Vertrags und gegen seine angeblichen Erfüllungsgehilfen von der SPD und den gemäßigt-bürgerlichen Parteien. 1923 deutete zum Beispiel Karl Radek den Friedensvertrag als Werkzeug des „Ententekapitals“, also des französischen und angloamerikanischen Finanzkapitals zur Ausbeutung deutscher Arbeiter. Clara Zetkin argumentierte im gleichen Jahr, der Sturz der Regierung diene „zur Befreiung des Vaterlands“ von den französischen Besatzungstruppen. 1930 verkündete Die Rote Fahne eine „Programmerklärung zur nationalen und sozialen Befreiung des Deutschen Volkes“, woraufhin der sozialdemokratische Vorwärts verwundert konstatierte: „Die KPD wird nationalistischer als Hitler“.
Dennoch war diese Politik der demokratischen und halbdemokratischen Regierungen der Weimarer Republik recht erfolgreich: Ihnen gelang es in den Jahren 1925 bis 1932, die französische Besetzung des Rheinlands fünf Jahre früher zu beenden als im Versailler Vertrag festgeschrieben, die Reparationen bis auf einen symbolischen Restbetrag streichen zu lassen und die rüstungspolitische Gleichberechtigung Deutschlands mit den ehemaligen Siegermächten zugesichert zu erhalten. Der Historiker Henning Köhler bewertet den Revisionismus der Weimarer Republik daher positiv: Er habe „die Aussicht auf eine friedliche Zukunft bestärkt“.

### Nationalsozialismus
Die Früchte der revisionistischen Propaganda erntete 1933 dann die NSDAP, die ab 1929 außenpolitische Themen in den Mittelpunkt ihrer Agitation gerückt hatte. Nach seiner Machtergreifung musste Hitler deutsche Ansprüche auf Kolonialrevisionismus drosseln, konnte aber andererseits das Revisionstempo deutlich erhöhen: 1935 begann die deutsche Aufrüstung, 1936 marschierte die Wehrmacht ins entmilitarisierte Rheinland, 1938 kamen Österreich und das Sudetenland und 1939 das Memelland „heim ins Reich“. Diese spektakulären Erfolge der nationalsozialistischen Revisionspolitik, die auch auf den diplomatischen Vorarbeiten insbesondere Stresemanns und Heinrich Brünings basierten, trug mit bei zur begeisterten Massenzustimmung der deutschen Bevölkerung zum NS-Regime, wie sie sich in den – zum großen Teil nicht gefälschten – Volksabstimmungen von 1933, 1936 und 1938 zeigte. Dabei ging es Hitler aber, anders als den Politikern der Weimarer Republik, nie darum, den Versailler Vertrag mit friedlichen Mitteln zu revidieren. Er setzte von Anfang an auf Revanche, auf Krieg, auf Niederwerfung der Gegner, einen nach dem anderen.

### Bundesrepublik Deutschland
Nach 1945 wurde die Oder-Neiße-Linie, die im Zuge des Potsdamer Abkommens durch die Alliierten als vorläufige (also bis zu einer dauerhaften Friedensregelung für ganz Deutschland) polnische Westgrenze festgelegt worden war, von der Bundesrepublik Deutschland lange Jahre aufgrund des Fortbestehens der Vier-Mächte-Rechtsposition nicht anerkannt. Insbesondere die Vertriebenenverbände wollten die Oder-Neiße-Linie auch nach Abschluss des Warschauer Vertrages vom 7. Dezember 1970 zwischen der Bundesrepublik und der Volksrepublik Polen nicht als deutsche Ostgrenze akzeptieren. In einer Note an die Westmächte stellte die Bundesregierung klar, dass sie nur für die Bundesrepublik handeln könne und die Grenzanerkennung eine friedensvertragliche Regelung mit Gesamtdeutschland deshalb nicht präjudiziere, um vor allem keine Regelung zu Lasten des deutschen Gesamtstaates zu treffen. Erst im Zuge der Wiedervereinigung 1990 wurde die Oder-Neiße-Grenze vom nunmehr gesamtdeutschen Bundestag als deutsch-polnische Grenze völkerrechtlich akzeptiert und im deutsch-polnischen Grenzvertrag bestätigt. Die Erinnerung an den Verlust der deutschen Ostgebiete wandelte sich nur sehr allmählich von einer teils revisionistischen Heimatrhetorik zu einem Gedenken an die Vertreibung und an deren Opfer.
Zwischenzeitlich vertritt nur noch eine kleine Minderheit in Deutschland öffentlich revisionistische Standpunkte. Die Vertriebenenverbände haben ihre Anliegen mittlerweile auf persönliche Wiedergutmachung für erlittenes Unrecht reduziert, was definitionsgemäß nicht als Revisionismus bezeichnet wird.